# Diocesi di Egnazia
La diocesi di Egnazia (in latino Dioecesis Egnatiensis) è una sede soppressa e sede titolare della Chiesa cattolica.

## Storia
Egnazia, nell'odierna Tunisia, è un'antica sede episcopale della provincia romana di Bizacena. Secondo Mesnage si tratterrebbe di una diocesi istituita su una delle proprietà africane della famiglia romana degli Egnatii, allo scopo di diffondere il cristianesimo fra i coloni e gli schiavi.
È noto un solo vescovo di Egnazia, Fastidioso, il cui nome figura al 30º posto nella lista dei vescovi della Bizacena convocati a Cartagine dal re vandalo Unerico nel 484; Fastidioso, come tutti gli altri vescovi cattolici africani, fu condannato all'esilio.
Dal 1933 Egnazia è annoverata tra le sedi vescovili titolari della Chiesa cattolica; la sede è vacante dal 24 ottobre 2020.

## Cronotassi

### Vescovi residenti
- Fastidioso † (menzionato nel 484)

### Vescovi titolari
- Louis Lévesque † (13 aprile 1964 - 25 febbraio 1967 succeduto arcivescovo di Rimouski)
- Daniel Anthony Cronin (10 giugno 1968 - 30 ottobre 1970 nominato vescovo di Fall River)
- Miguel Gatan Purugganan † (23 gennaio 1971 - 21 gennaio 1974 nominato vescovo di Ilagan)
- Antônio de Souza, C.S.S. (9 febbraio 1974 - 20 luglio 1977 succeduto vescovo di Assis)
- Paulino Fernandes Madeca † (22 luglio 1983 - 2 luglio 1984 nominato vescovo di Cabinda)
- Juozas Preikšas † (31 ottobre 1984 - 24 dicembre 1991 nominato vescovo di Panevėžys)
- Norbert Trelle (25 marzo 1992 - 29 novembre 2005 nominato vescovo di Hildesheim)
- Dionisij Ljachovič, O.S.B.M. (21 dicembre 2005 - 24 ottobre 2020 nominato esarca apostolico d'Italia)